# حلاق جراح

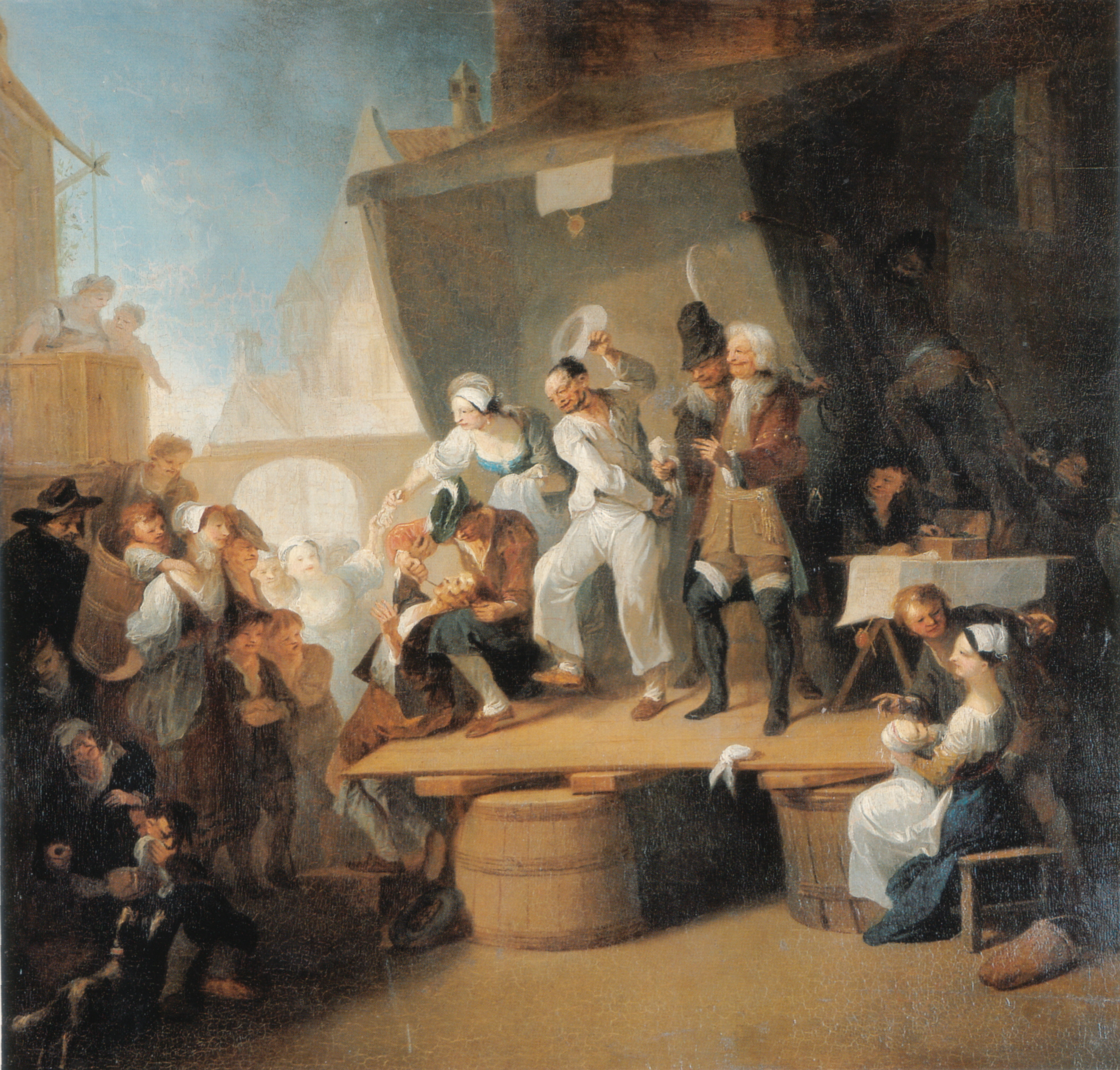
لوحة "الدجال" فرانز أنطون ماولبيرتش (حوالي عام 1785) تظهر الحلاقين الجراحين أثناء عملهم.

كان الحلاق الجراح أحد أكثر ممارسي الطب الأوروبيين شيوعًا في العصور الوسطى، وكان مكلفًا عمومًا برعاية الجنود أثناء المعركة وبعدها. في ذلك العصر، كان الأطباء نادرًا ما يُجرون الجراحة، ولكن بدلاً من ذلك كان الحلاقون الذين يمتلكون شفرات الحلاقة والبراعة التي لا غنى عنها لتجارتهم يُطلب منهم القيام بالعديد من المهام التي تتراوح من قص الشعر إلى سحب الأسنان وحتى بتر الأطراف.
في تلك الفترة، كان معدل الوفيات الجراحية مرتفعًا جدًا بسبب فقدان الدم والصدمة والعدوى. ومع ذلك، نظرًا لأن الأطباء اعتقدوا أن الإدماء لموازنة "الأخلاط" من شأنها أن تحسن الصحة، فقد استخدم الحلاقون أيضًا شفرات الحلاقة للإدماء واستخدموا العلق في بعض الحالات. وفي الوقت نفسه، اعتبر الأطباء هذه الجراحة لا تتناسب مع مؤهلاتهم. كان الأطباء في الغالب يراقبون أثناء الجراحة ويقدمون الاستشارات، ولكنهم غالبًا ما اختاروا الأوساط الأكاديمية أو العمل في الجامعات بعيدًا عن الجراحة العملية.

## في الجزر البريطانية في العصور الوسطى
يعود الاعتراف الرسمي بمهارتهم (في إنجلترا على الأقل) لعام 1540، عندما اندمجت زمالة الجراحين (التي كانت إحدى المهن المميزة، ولكنها لم تصل لمرتبة «الأطباء»، كما هو معتقد هذه الأيام) مع شركة الحلاقين لتكوين شركة الحلاقين الجراحيين. إضافة إلى ذلك، وضعت مهنة الطب ضغوطًا تدريجية على التجارة وفي عام 1745، انفصل الجراحون عن الحلاقين ليكونوا شركة الجراحين. عام 1800 تم الحصول على الميثاق الملكي وعرفت كلية الجراحيين الملكية في لندن طريقها للوجود (وتغير اسمها فيما بعد لتشمل جميع مناطق إنجلترا، وقد شملت الكليات الموازية اسكتلندا وأيرلندا بجانب العديد من المستعمرات البريطانية القديمة).
من المحتمل أن تكون زانة الحلاق الحمراء والبيضاء التقليدية، أو الأداة التي صنعها الحداد، والتي يزعم أنها تصور الدم والضمادات المتعلقة بدورهم القديم، الأثر الأخير المتعلق بالجانب الطبي للجراحين الحلاقين في مهنتهم. هناك دليل آخر وهو استخدام البريطانيين للقب السيد بدلًا من دكتور لاستشاريي الجراحة (عند حصولهم على عضوية كلية الجراحين الملكية أو دبلومة زمالة كلية الجراحين الملكية). يعود ذلك للعهد الذي حصل فيه الجراحون على دبلومة كلية الجراحيين الملكية بدلًا من درجة الدكتواره الجامعية. على الرغم من أن جميع الجراحيين في عصرنا الحالي يحصلون على درجة الطب الأساسية والدكتوراه (بجانب تمرسهم لسنوات عدة في التدريب على الجراحة)، فما زال لديهم اتصال بالماضي، على الرغم من أنهم لم يقوموا كثيرًا بحلاقة الشعر، وهي المهنة التي احتفظ بها الحلاقون.

## في التلفاز
ظهرت في المسلسل التلفزيوني أطفال الحجارة (Children of the Stones) شخصية غامضة وُصفت على أنها حلاق جراح (جسدها فريدي جونز (Freddie Jones))، الذي سُحق بطريقة غامضة بأحد الأحجار المتساقطة في دائرة حجارة ميلبوري (Milbury) الخيالية.
في مسلسل الرسوم المتحركة مغامرات فلاب جاك (The Marvelous Misadventures of Flapjack)، تظهر شخصية متكررة تدعى دكتور باربر يقوم بحلاقة الشعر والجراحة لأي شخص يمر من محله.
في الموسيقى، يواجه رجل لامانيشا (Man of La Mancha), دون كيخوطي (Don Quixote) ومساعده سانشو بانزا (Sancho Panza) حلاق جراح، يفتخر بقدراته التي تتعدى الحلاقة الجيدة وصولًا إلى التضميد في الحالات الحرجة التي قد تسببها شفرته بطريقة مباشرة.
يصور الفيلم التركي الكوردي الطريق (فيلم 1982) (1982) أحد الفلاحين الريفيين المعاصرين يؤدي عملية أسنان طارئة.
ظهرت في المسلسل التلفزيوني ساترداي نايت لايف (Saturday Night Live)، الحلقة 18 من الموسم 3 قصة فكاهية بعنوان ثيودوريك يورك، حلاقة العصور الوسطى وكان الممثل والكوميديان ستيف مارتن (Steve Martin) هو البطل. أدى ثيودوريك عددًا من النزاعات الدامية وغيرها من الأحداث التي باءت بالفشل مقارنة بالنتائج المثلى مما دفعه للسؤال عن أدائه: "انتظر دقيقة. ربما قد تكون هي على صواب. ربما كنت مخطئًا لأنني اتبعت بطريقة عمياء التقاليد والخرافات الطبية للقرون الماضية. قد ينبغي علينا نحن الحلاقين اختبار هذه الافتراضات اختبارًا تحليليًا، من خلال التجريب و"المنهج العلمي". من المحتمل أن تستطيع هذه الطريقة العملية الوصول لمجالات التعلم الأخرى: العلوم الطبيعية والفن والهندسة المعمارية والملاحة.

## كتابات أخرى
- Gross, Dominik, Arnold Schlegel (1850-1924) and the Agony of the Barber-Surgeons as a Profession, Gesnerus - Swiss Journal of the History of Medicine and Sciences 53/1-2, 1996, pp. 67–86
- Gross, Dominik, Marriage Strategies, Social prestige and Property of Barber-Surgeons in 19th-century Württemberg: An Evaluation of Marriage- and Probate Inventories, Historical Social Research 23/4, 1998, pp. 94–108